# Amphelictus abaiba
Amphelictus abaiba là một loài bọ cánh cứng trong họ Cerambycidae.